# 北海道静内農業高等学校
北海道静内農業高等学校（ほっかいどうしずないのうぎょうこうとうがっこう、Hokkaido Shizunai Agricultural High School）は、北海道日高郡新ひだか町にある公立の農業高等学校。
生産科学科の馬部門は、全国の高等学校で唯一サラブレッドの生産を行っている。食品科学科、生産科学科ともに道外募集を実施し、全国から生徒が入学している。

## 設置学科
学科のコース分けは2年生になってから行われる。
- 食品科学科
- 生産科学科
  - 日本国内の高校では唯一、競走馬を飼育している。1978年の開校当時から毎年1頭のアラブ種の馬を飼育していたが、2000年からはサラブレッドの飼育に変更。さらに2019年からはサラブレッドを2頭飼育している。

2002年に出産されたユメロマンは、同高校飼育のサラブレッドとして史上初の中央競馬の新馬限定戦に優勝した実績を誇る。
また歴代の飼育馬も、毎年北海道を中心に行われるセリに出場し、「叶夢」をJRAが190万円で落札した他、2020年の北海道サマーセールでは「健叶」（競走馬名：テイエムケントオー）を竹園正継が2500万円（諸税込み2750万円）で落札した（同校産馬としては史上最高額）[1][2][3][4]。
  - 主な馬
    - ユメロマン（牡・父ジェネラス）：JRAで3勝。
    - ゴーゴーヒュウガ（牡・父スズカマンボ）：駒ケ岳特別などJRA2勝
    - サントゥールワン（アラブ）：益田優駿（2002年）優勝。

## 沿革
- 1978年 - 開校
- 2004年 - 食品科学科、生産科学科を設置

## 部・外局・同好会活動

### 体育系
- 馬術部
- サッカー部
- 柔道部
- 空手道部
- 羽球部
- バレーボール部
- バスケットボール部
- 乳牛同好会

### 文化系
- 放送局
- 新聞局
- 図書局
- ボランティア局

### 執行部
- 生徒会
- 日本学校農業クラブ連盟